# 周文龙
周文龙（1909年—2003年12月8日），原中华人民共和国石油工业部副部长，1955年获二级八一勋章、一级独立自由勋章、一级解放勋章。